# Flux (roman)
Flux  este un roman științifico-fantastic al scriitorului britanic Stephen Baxter. A apărut prima dată la 3 decembrie 1993 la editura HarperCollins. Este al treilea roman din seria Xeelee Sequence.
Dura și semenii ei trăiesc în interiorul unei stele neutronice, așa cum au făcut-o de generații. Atât cât își pot aminti din trecut, „glitch-uri” (instabilități ale câmpului magnetic din interiorul stelei cauzate de modificări ale rotației stelei) s-au întâmplat din când în când. Pe măsură ce începe romanul, are loc cel mai distrugător astfel de eveniment pe care și-l poate aminti cineva și care amenință să le distrugă casa. Pentru a supraviețui, Dura trebuie să călătorească într-un oraș îndepărtat și, în cele din urmă, în afara stelei în sine.

## Vezi și
- Listă de ficțiuni cu călătorii în timp
- 1993 în științifico-fantastic
- Dragon's Egg (1980), de Robert L. Forward, alt roman despre o civilizație pe o stea neutronică.

## Legături externe
- Site web oficial